# Hackbichl
Das Hackbichl (früher auch Hackbügl) ist eine Streusiedlung der Gemeinde Hochwolkersdorf und der Marktgemeinde Schwarzenbach im Bezirk Wiener Neustadt-Land in Niederösterreich.

## Geographie
Hackbichl liegt im Rosaliengebirge im niederösterreichischen Industrieviertel. Die Ortschaft legt auf etwa 580 m ü. A., höchste Erhebung liegt bei 694 m ü. A.

## Ortsname
In der Josephinischen Landesaufnahme wird der Ort auch in Hokbügl genannt. Beim Ortsnamen ‚Hackbichl‘ handelt sich vermutlich um einen Flurnamen. Das Vorderglied Hack ist wahrscheinlich als Rodungsname zu deuten und das Hinterglied -bichl stammt vom Berg (Bühel, Bichl für ‚Hügel‘). Der Name könnte also etwa ‚die Rodung am Berg‘ gedeutet werden.

## Geschichte
Hackbichl ist schon seit jeher Teil der Dorfgemeinden Hochwolkersdorf und der Marktgemeinde Schwarzenbach, teilte daher auch immer deren Geschichte und ist somit einer der Orte in Österreich, die in mehreren Gemeinden liegen. Laut Adressbuch von Österreich waren im Jahr 1938 in Hackbichl mehrere Landwirte ansässig.

## Wirtschaft und Infrastruktur
Die meisten Einwohner des Hackbichl leben von der Land- und Forstwirtschaft. Andere müssen zum Arbeiten auspendeln.

## Sehenswürdigkeiten
- Hubertuskapelle
- Bildstöcke